# Nelvie Tiafack
Nelvie Tiafack, född 3 januari 1999, är en tysk boxare.

## Karriär
Tiafack tog guld vid Europamästerskapen i boxning 2022 i supertungvikt. Han tog brons vid Europeiska spelen både 2019 och 2023.